# Nullschieber

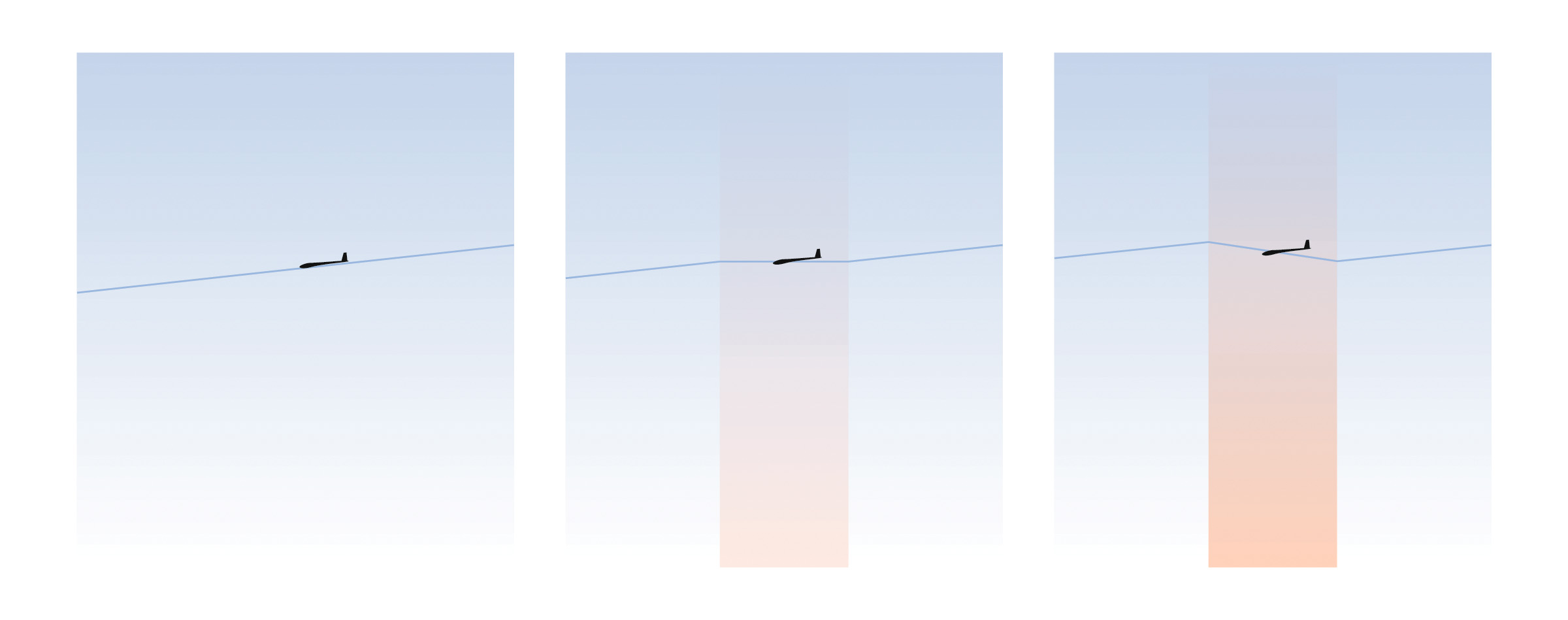
Links: Gleitflug bei ruhiger Luft gemäß der Gleitzahl.
Mitte: Nullschieber bei leichtem Aufwind.
Rechts: Höhengewinn durch stärkeren Aufwind.

Als Nullschieber werden in der Fachsprache der Segel-, Gleitschirm- und Hängegleiter-Flieger Aufwinde bezeichnet, die zu schwach sind, um das jeweilige Fluggerät steigen zu lassen, es aber auf der bestehenden Flughöhe halten.
In ruhiger Luft sinkt ein Fluggerät mit seinem Eigensinken (typisch ca. 0,5–1 m/s, im Kurvenflug vergrößert sich das Eigensinken auf 1–2 m/s). Wenn es jedoch in einem Aufwind fliegt, der genau so stark ist wie sein Eigensinken, so bleibt das Fluggerät auf einer konstanten Höhe. Wenn der Aufwind stärker als das Eigensinken ist, so steigt das Fluggerät.